# Eucera pollinosa
Eucera pollinosa (syn. E. (Eucera) chrysopyga) ist eine Biene der Gattung Eucera, aus der Familie der Apidae. Sie zählt zu den Arten, die im Deutschen Langhornbienen genannt werden. 

## Merkmale
Die Bienen haben eine Körperlänge von 13 bis 15 Millimeter (Weibchen) bzw. 12 bis 15 Millimeter (Männchen). Die Weibchen sind überwiegend braunrot behaart. Die Behaarung im Gesicht, auf der ventralen Körperseite und der Schienenbürste (Scopa) ist weißlich. Das erste Tergit hat zwischen der Basis und der Scheibe eine hervorstehende Kante. Der Endrand des zweiten Tergits ist dicht punktförmig strukturiert, das letzte Drittel ist jedoch unpunktiert. Das dritte Tergit besitzt am Ende eine nicht oder nur schmal unterbrochene Haarbinde. Die Männchen sind braunrot behaart, die Haare sind am Rand der Tergite etwas heller und bindenartig angeordnet. Das Labrum und die Stirnplatte (Clypeus) sind gelb. Das erste Tergit ist doppelt so lang behaart wie die übrigen Tergite. Das zweite bis sechste Tergit hat an den Seiten einen feinen Kiel, der am sechsten Tergit in einem Zahn endet. Die Pygidialplatte ist an den Seiten stufenartig verengt.

## Vorkommen und Lebensweise
Die Art ist in Südeuropa und Österreich verbreitet. Die Tiere sind zumindest von Anfang Juli nachgewiesen. Kuckucksbienen der Art sind unbekannt.

## Belege
Felix Amiet, M. Herrmann, A. Müller, R. Neumeyer: Fauna Helvetica 20: Apidae 5. Centre Suisse de Cartographie de la Faune, 2007, ISBN 978-2-88414-032-4.